# Crisis (Alexisonfire)
Crisis è il terzo album in studio della band screamo/post-hardcore Alexisonfire, pubblicato il 21 agosto 2006.

## Tracce
1. Drunks, Lovers, Sinners and Saints – 3:48
2. This Could Be Anywhere in the World – 4:03
3. Mailbox Arson – 3:31
4. Boiled Frogs – 3:57
5. We Are the Sound – 3:40
6. You Burn First – 2:40
7. We Are the End – 3:46
8. Crisis – 3:31
9. Keep It on Wax – 3:48
10. To a Friend – 3:15
11. Rough Hands – 5:30

Tracce bonus
1. My God Is a Reasonable Man - 3:04
2. Thrones - 4:16

## Formazione
- George Pettit - voce
- Dallas Green - voce, chitarra e tastiere
- Wade MacNeil - chitarra e voce
- Chris Steele - basso
- Jordan Hastings - batteria e percussioni
- Julius 'Juice' Butty - produzione, ingegneria del suono, missaggio
- Nick Blagona - tecnico
- Giancarlo Gallo - assistente tecnico, pro-tools operatore
- Brent Withcomnb - assistente tecnico, missaggio
- João Carvalho - masterizzazione
- Marco Bressette - editore
- Garnet Armstrong - design
- Scott Russell - additional hand claps and gang vocals